# Ovalipes ocellatus
Ovalipes ocellatus é uma espécie de caranguejo da costa atlântica da América do Norte, onde é conhecido pelo nome comum de calico (não confundir com Hepatus epheliticus). Tem uma carapaça com 7,6 cm de comprimento e ligeiramente mais larga, marcada por grupos de manchas púrpura. Ocorre do Canadá à Geórgia, alimentando-se principalmente de moluscos, em especial da ameijoa Spisula solidissima.